# 普拉納峰

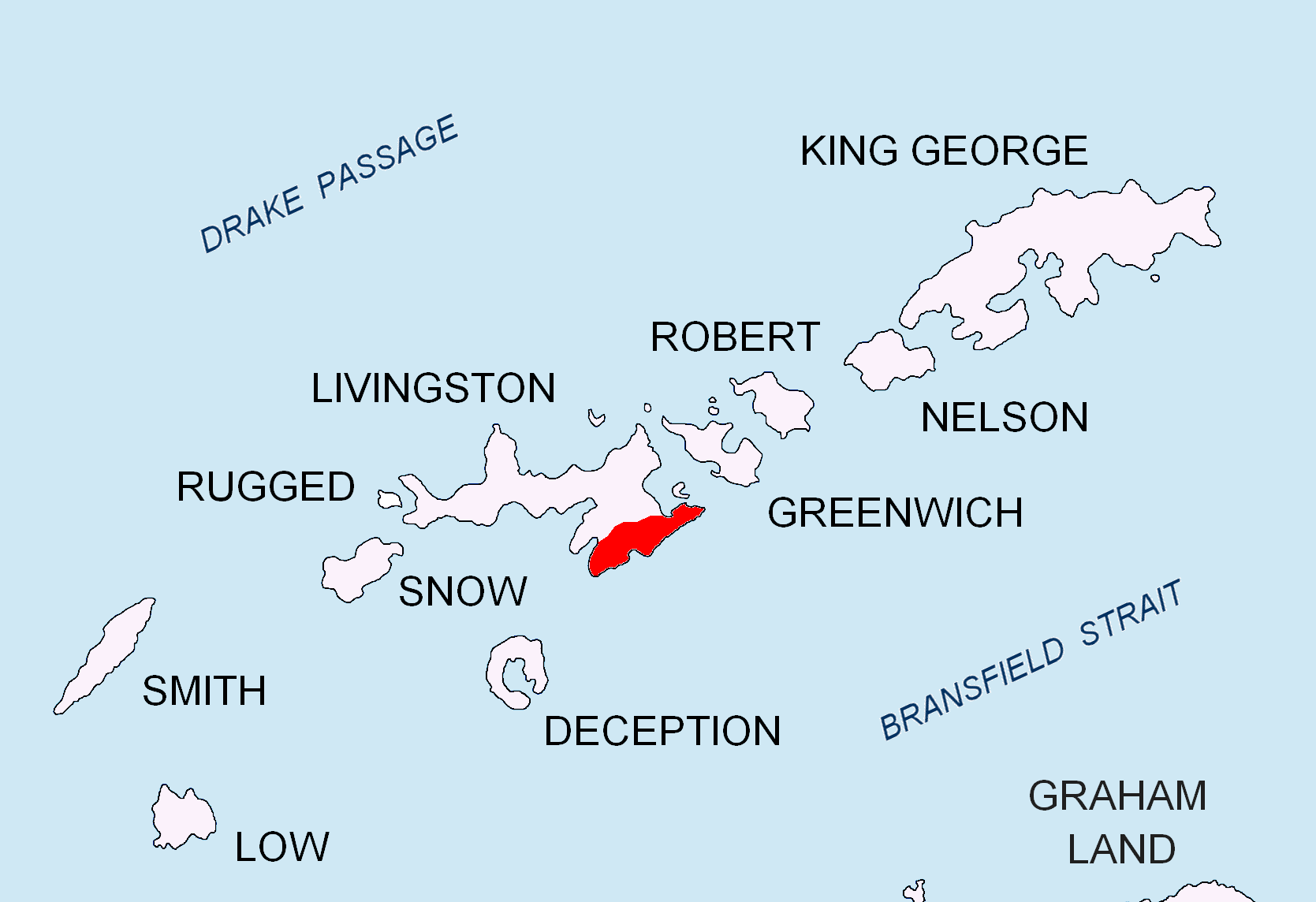

普拉納峰（英語：Plana Peak）是南極洲的山峰，位於南設得蘭群島的利文斯頓島，屬於騰格里山脈中列夫斯基嶺的一部分，處於赫爾梅特峰西北面2.45公里，該山峰以保加利亞西部山峰命名。

## 外部連結
- SCAR Composite Antarctic Gazetteer（页面存档备份，存于）.

62°39′06″S 60°04′20″W / 62.65167°S 60.07222°W